# Péninsule de Kent
La péninsule de Kent est une péninsule du Nunavut, dans le nord canadien. Elle est à peine rattachée à la côte par un isthme de 5 mi (8 km) situé à son extrémité sud-est. À partir de ce dernier, la péninsule de Kent s'étend sur 105 mi (169 km) en direction de l'ouest, à l'intérieur du Golfe du Couronnement, séparée de la côte au sud par le Melville Sound (en), et de l'île Victoria au nord par le Détroit de Dease. À l'est, elle est délimitée par le Golfe de la Reine-Maud. 
La localité la plus à l'ouest est Cape Flinders (en), alors que Cap Franklin se trouve au nord-ouest et Cap Alexander, au nord-est
Historiquement, les Umingmuktogmiut (en), un sous-groupe d'Inuits du cuivre, avaient une communauté permanente installée à Umingmuktog, sur la côte ouest de la péninsule.